# Deflektor
Deflektor es un videojuego de lógica desarrollado por Vortex Software y publicado por Gremlin Graphics en 1987. En este juego, el jugador tiene que girar los espejos para desviar un haz con el fin de destruir todas las minas de cada nivel. También hay otros dispositivos que el jugador tiene que tener cuidado de no tocar con el haz demasiado tiempo porque el sistema se sobrecarga. El juego fue seguido por una secuela en 1989 llamada Mindbender.